# Bidon (cyclisme)
Pour les articles homonymes, voir Bidon.

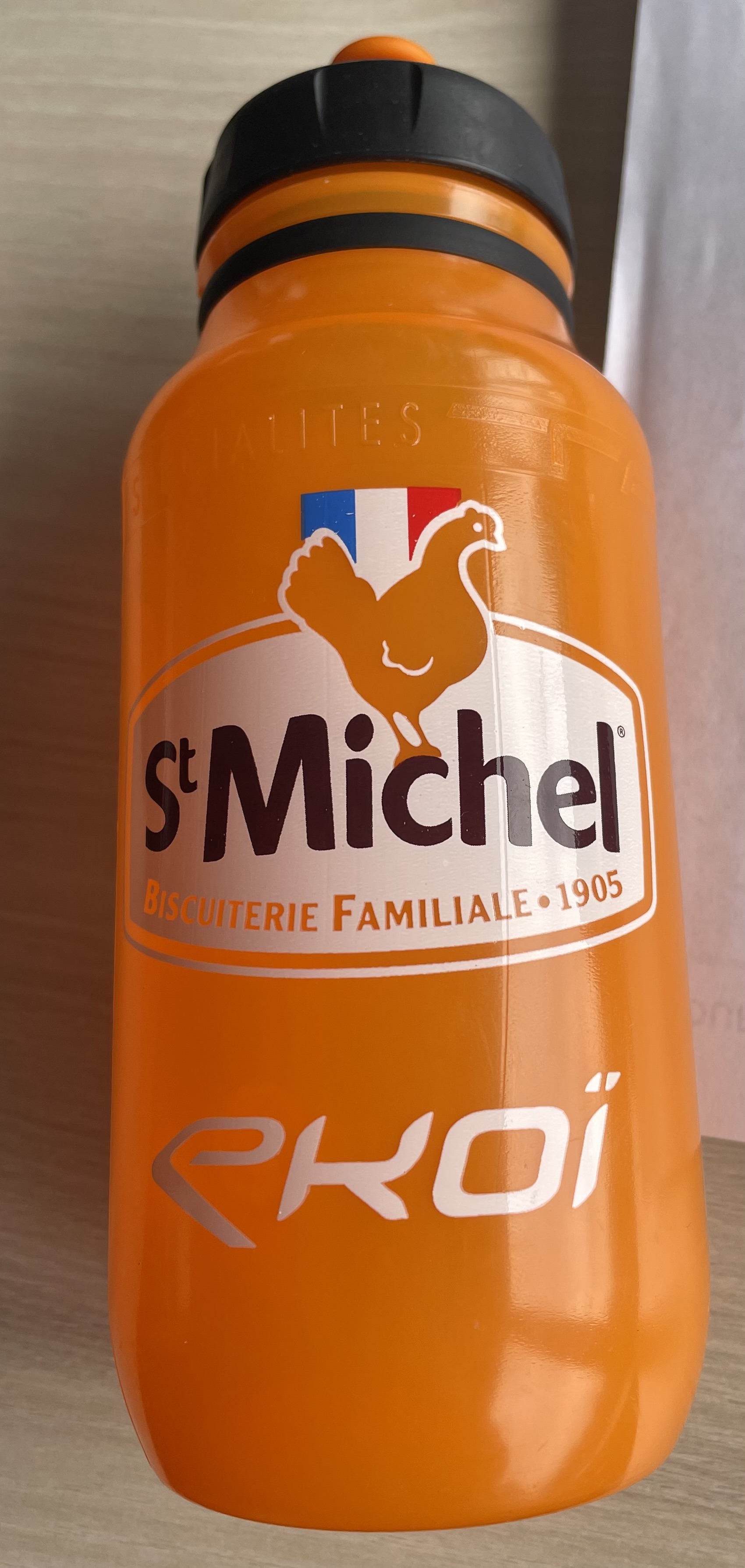
Bidon de l'équipe Saint-Michel Auber 93.

En cyclisme, le bidon est un accessoire cycliste fréquemment ajouté sur le vélo, maintenu par un porte-bidons.

## Description
Le bidon est un récipient pour contenir des liquides d'une capacité moyenne de 0,25 à 1 litre monté dans un support dédié placé le plus souvent sur le cadre du vélo. Avant 1950, les bidons étaient le plus souvent fixés sur le guidon. Il est positionné de façon à pouvoir être facilement saisi par le ou la cycliste.
Les bouteilles d'eau sont le plus souvent en plastique (auparavant en métal). Le matériau doit être résistant aux chocs et répondre aux normes requises pour le contact avec les aliments. Les bouteilles peuvent contenir des boissons comme des aliments visqueux.
Pour les courses professionnelles, l’Union cycliste internationale impose que les bidons soient clipsables, afin que le coureur qui roulerait risque moins la chute grâce à l'ouverture du bouchon.   
En cyclotourisme, une outre peut être utilisée à la place d'une bouteille d'eau.
Les bidons des courses professionnelles étant personnalisés, ils sont un objet de collection recherché par le public.
Le jet de bidons en course est règlementé en étant autorisé dans certains secteurs alors que le jet de bidon sur un concurrent est sanctionné.